# Fabian Schnaidt
Fabian Schnaidt (Tübingen, 27 oktober 1990) is een Duits voormalig wielrenner.

## Belangrijkste overwinningen
2011
 Duits kampioen op de weg, Beloften
2012
6e etappe Ronde van Gabon
2e etappe Ronde van Opper-Oostenrijk
1e etappe Ronde van het Qinghaimeer
2014
5e etappe Ronde van Taiwan
2e etappe Paris-Arras Tour
1e en 6e etappe Ronde van Iran
Benning · Hümbert · Johr · Kern · Knauer · Nordhoff · Pfeiffer · Roth · Schnaidt (stagiair)
Anderson · Avery · Bell · Beyer · Brammeier · Butler · Feng · Friedemann · Gazvoda · Jang · Jiang · Jiao · Lewis · Liu · Nishizono · Ojavee · Othman · Roth · Schnaidt · Tang · Traksel · Wu · Xu · Brenes (stagiair) · Cheung (stagiair) · Smith (stagiair)